# Atletica leggera ai Giochi della XVII Olimpiade - 800 metri piani maschili

Video della Finale (filmato a colori)

La competizione degli 800 metri piani maschili di atletica leggera ai Giochi della XVII Olimpiade si è disputata nei giorni dal 31 agosto al 2 settembre 1960 allo Stadio Olimpico di Roma.

## L'eccellenza mondiale
| Primatista mondiale      | 1'45"7 1955 | Roger Moens    | Presente  |
| Campione olimpico 1956   | 1'47"7      | Tom Courtney   | Rit. 1958 |
| Campione europeo 1958    | 1'47"8      | Michael Rawson | Rit. 1959 |
| Vincitore dei Trials USA | 1'46"7      | Thomas Murphy  | Presente  |

## La gara
In semifinale esplodono due nuovi talenti assoluti: il giamaicano George Kerr (che corre per la Federazione delle Indie Occidentali) stabilisce il nuovo record olimpico con 1'47"1 nella prima. La seconda viene vinta dal neozelandese Peter Snell, con 1'47"2 (aveva 1'49"2 di personale), battendo il primatista mondiale, Roger Moens. Il vincitore dei Trials, Thomas Murphy, ha una controprestazione e finisce ultimo della prima serie. Sia Kerr che Snell sono completamente sconosciuti alla stampa internazionale, che dà come favorito per il titolo Moens.
In finale Moens crede di poter domare i due nuovi talenti e lancia per primo la volata, ma Snell lo brucia sul traguardo stabilendo anche il primato olimpico. Giunge terzo, staccato di otto decimi, Kerr.
Quella di Peter Snell è una delle vittorie più inattese. Ma il neozelandese inizia a Roma un dominio sul doppio giro di pista, che durerà per i successivi quattro anni.

## Risultati

### Turni eliminatori
| 9 Batterie         | 31 agosto    | 51 iscritti    | Si qualificano i primi 3. |
| 4 Quarti di finale | 31 agosto    | 27 concorrenti | Si qualificano i primi 3. |
| 2 Semifinali       | 1º settembre | 6 + 6          | Si qualificano i primi 3. |
| Finale             | 2 settembre  | 6 concorrenti  |                           |

### Batterie
| Pos. | Atleta             | Nazione          | Tempo Ufficiale | Tempo Ufficioso |
| ---- | ------------------ | ---------------- | --------------- | --------------- |
| 1    | Donal Smith        | Nuova Zelanda    | 1'51"7          | 1'51"86         |
| 2    | Valery Bulyshev    | Unione Sovietica | 1'51"7          | 1'51"83         |
| 3    | Zbigniew Makomaski | Polonia          | 1'52"5          | 1'52"70         |
| 4    | Brian Hewson       | Gran Bretagna    | 1'54"6          | 1'54"73         |
| 5    | Yair Pantilat      | Israele          | 1'54"7          | 1'54"86         |
| 6    | George Hyũ Johnson | Liberia          | 1'55"9          | 1'56"04         |

| Pos. | Atleta             | Nazione        | Tempo ufficiale | Tempo ufficioso |
| ---- | ------------------ | -------------- | --------------- | --------------- |
| 1    | Tom Farrell        | Gran Bretagna  | 1'48"9          | 1'49"05         |
| 2    | Jerome Siebert     | Stati Uniti    | 1'48"9          | 1'49"08         |
| 3    | Jozef Lambrechts   | Belgio         | 1'49"1          | 1'49"24         |
| 4    | Pierre-Yvon Lenoir | Francia        | 1'49"3          | 1'49"41         |
| 5    | Jan Šlégr          | Cecoslovacchia | 1'50"1          | 1'50"23         |
| 6    | Moussa Said        | Etiopia        | 1'50"3          | 1'50"49         |

| Pos. | Atleta                  | Nazione       | Tempo Ufficiale | Tempo Ufficioso |
| ---- | ----------------------- | ------------- | --------------- | --------------- |
| 1    | Peter Snell             | Nuova Zelanda | 1'48"1          | 1'48"22         |
| 2    | Christian Wägli         | Svizzera      | 1'48"8          | 1'48"88         |
| 3    | William Ernest Cunliffe | Stati Uniti   | 1'48"8          | 1'48"95         |
| 4    | István Rózsavölgyi      | Ungheria      | 1'49"4          | 1'49"51         |

| Pos. | Atleta                  | Nazione          | Tempo Ufficiale | Tempo Ufficioso |
| ---- | ----------------------- | ---------------- | --------------- | --------------- |
| 1    | Anthony Blue            | Australia        | 1'50"7          | 1'50"82         |
| 2    | Ergas Leps              | Canada           | 1'50"8          | 1'50"93         |
| 3    | Manfred Matuschewski    | Germania         | 1'51"0          | 1'51"17         |
| 4    | Vasily Savinkov         | Unione Sovietica | 1'51"4          | 1'51"49         |
| 5    | Konstantinos Moragiemos | Grecia           | 1'54"3          | 1'54"60         |
| 6    | Ahmed Lazreg            | Marocco          | 1'55"7          | 1'55"91         |

| Pos. | Atleta            | Nazione          | Tempo Ufficiale | Tempo Ufficioso |
| ---- | ----------------- | ---------------- | --------------- | --------------- |
| 1    | Abram Kryvosheiev | Unione Sovietica | 1'53"4          | 1'53"49         |
| 2    | Jörg Balke        | Germania         | 1'53"6          | 1'53"72         |
| 3    | John Wenk         | Gran Bretagna    | 1'54"1          | 1'54"27         |
| 4    | Norbert Haupert   | Lussemburgo      | 1'54"7          | 1'54"83         |
| 5    | Frederick Owusu   | Ghana            | 1'55"2          | 1'55"41         |
| 6    | Egon Oehri        | Liechtenstein    | 2'00"3          | 2'00"49         |

| Pos. | Atleta             | Nazione  | Tempo Ufficiale | Tempo Ufficioso |
| ---- | ------------------ | -------- | --------------- | --------------- |
| 1    | Roger Moens        | Belgio   | 1'50"6          | 1'50"73         |
| 2    | Per Knuts          | Svezia   | 1'51"2          | 1'51"36         |
| 3    | Lajos Kovács       | Ungheria | 1'51"3          | 1'51"45         |
| 4    | Stefan Lewandowski | Polonia  | 1'51"6          | 1'51"75         |
| 5    | Svavar Markússon   | Islanda  | 1'52"7          | 1'52"88         |
| 6    | Abdeslem Dargouth  | Tunisia  | 1'54"7          | 1'54"87         |

| Pos. | Atleta           | Nazione           | Tempo Ufficiale | Tempo Ufficioso |
| ---- | ---------------- | ----------------- | --------------- | --------------- |
| 1    | George Kerr      | Indie Occidentali | 1'50"9          | 1'51"11         |
| 2    | Terence Sullivan | Rhodesia          | 1'51"1          | 1'51"26         |
| 3    | Péter Parsch     | Ungheria          | 1'51"2          | 1'51"34         |
| 4    | Borut Ingolič    | Jugoslavia        | 1'51"4          | 1'51"51         |
| 5    | Pertti Ålander   | Finlandia         | 1'52"0          | 1'52"20         |
| 6    | Zbigniew Orywał  | Polonia           | 1'55"8          | 1'55"89         |

| Pos. | Atleta              | Nazione    | Tempo Ufficiale | Tempo Ufficioso |
| ---- | ------------------- | ---------- | --------------- | --------------- |
| 1    | Paul Schmidt        | Germania   | 1'50"8          | 1'50"97         |
| 2    | Rudolf Klaban       | Austria    | 1'50"8          | 1'50"96         |
| 3    | Ron Delany          | Irlanda    | 1'51"0          | 1'51"19         |
| 4    | Joseph Mullins      | Canada     | 1'51"3          | 1'51"46         |
| 5    | Gianfranco Baraldi  | Italia     | 1'52"0          | 1'52"15         |
| 6    | Julio Gómez         | Spagna     | 1'53"7          | 1'53"90         |
| 7    | Somsak Thonf Ar-Ram | Thailandia | 1'57"1          | 1'57"24         |

| Pos. | Atleta           | Nazione           | Tempo Ufficiale | Tempo Ufficioso |
| ---- | ---------------- | ----------------- | --------------- | --------------- |
| 1    | Thomas Murphy    | Stati Uniti       | 1'52"1          | 1'52"30         |
| 2    | Ralph Gomes      | Guyana britannica | 1'52"9          | 1'53"06         |
| 3    | Ekrem Koçak      | Turchia           | 1'59"0          | 1'59"12         |
| 4    | Siegmar Ohlemann | Canada            | 2'07"4          |                 |

### Quarti di finale
| Pos. | Atleta               | Nazione       | Tempo Ufficiale | Tempo Ufficioso |
| ---- | -------------------- | ------------- | --------------- | --------------- |
| 1    | Thomas Murphy        | Stati Uniti   | 1'48"0          | 1'48"12         |
| 2    | Christian Wägli      | Svizzera      | 1'48"0          | 1'48"15         |
| 3    | Manfred Matuschewski | Germania      | 1'48"1          | 1'48"24         |
| 4    | Donal Smith          | Nuova Zelanda | 1'48"4          | 1'48"52         |
| 5    | Terence Sullivan     | Rhodesia      | 1'49"9          | 1'50"01         |
| -    | Jozef Lambrechts     | Belgio        | NP              | NP              |
| -    | Péter Parsch         | Ungheria      | NP              | NP              |

| Pos. | Atleta             | Nazione           | Tempo Ufficiale | Tempo Ufficioso |
| ---- | ------------------ | ----------------- | --------------- | --------------- |
| 1    | Paul Schmidt       | Germania          | 1'51"2          | 1'51"38         |
| 2    | Abram Kryvosheiev  | Unione Sovietica  | 1'51"2          | 1'51"40         |
| 3    | Jerome Siebert     | Stati Uniti       | 1'51"3          | 1'51"53         |
| 4    | Zbigniew Makomaski | Polonia           | 1'51"6          | 1'51"72         |
| 5    | Ralph Gomes        | Guyana britannica | 1'52"3          | 1'52"47         |
| 6    | Lajos Kovács       | Ungheria          | 1'52"4          | 1'52"55         |
| 7    | Per Knuts          | Svezia            | 1'52"8          | 1'52"91         |

| Pos. | Atleta                  | Nazione           | Tempo Ufficiale | Tempo Ufficioso |
| ---- | ----------------------- | ----------------- | --------------- | --------------- |
| 1    | George Kerr             | Indie Occidentali | 1'49"4          | 1'49"58         |
| 2    | William Ernest Cunliffe | Stati Uniti       | 1'49"7          | 1'49"83         |
| 3    | Anthony Blue            | Australia         | 1'49"9          | 1'50"05         |
| 4    | John Wenk               | Gran Bretagna     | 1'50"0          | 1'50"13         |
| 5    | Valery Bulyshev         | Unione Sovietica  | 1'50"6          | 1'50"74         |
| 6    | Ron Delany              | Irlanda           | 1'51"1          | 1'51"42         |

| Pos. | Atleta        | Nazione       | Tempo Ufficiale | Tempo Ufficioso |
| ---- | ------------- | ------------- | --------------- | --------------- |
| 1    | Roger Moens   | Belgio        | 1'48"5          | 1'48"69         |
| 2    | Peter Snell   | Nuova Zelanda | 1'48"6          | 1'48"84         |
| 3    | Jörg Balke    | Germania      | 1'48"8          | 1'48"98         |
| 4    | Rudolf Klaban | Austria       | 1'50"2          | 1'50"32         |
| 5    | Tom Farrell   | Gran Bretagna | 1'50"7          | 1'50"84         |
| 6    | Ergas Leps    | Canada        | 1'52"0          | 1'52"13         |
| 7    | Ekrem Koçak   | Turchia       | 1'52"5          | 1'52"66         |

### Semifinali
| Pos. | Atleta               | Nazione           | Tempo Ufficiale | Tempo Ufficioso |
| ---- | -------------------- | ----------------- | --------------- | --------------- |
| 1    | George Kerr          | Indie Occidentali | 1'47"1          | 1'47"26         |
| 2    | Christian Wägli      | Svizzera          | 1'47"3          | 1'47"40         |
| 3    | Manfred Matuschewski | Germania          | 1'47"4          | 1'47"54         |
| 4    | Jörg Balke           | Germania          | 1'47"5          | 1'47"63         |
| 5    | Anthony Blue         | Australia         | 1'47"8          | 1'47"97         |
| 6    | Thomas Murphy        | Stati Uniti       | 1'48"2          | 1'48"29         |

| Pos. | Atleta                  | Nazione          | Tempo Ufficiale | Tempo Ufficioso |
| ---- | ----------------------- | ---------------- | --------------- | --------------- |
| 1    | Peter Snell             | Nuova Zelanda    | 1'47"2          | 1'47"34         |
| 2    | Roger Moens             | Belgio           | 1'47"4          | 1'47"49         |
| 3    | Paul Schmidt            | Germania         | 1'47"8          | 1'47"95         |
| 4    | Jerome Siebert          | Stati Uniti      | 1'48"0          | 1'48"20         |
| 5    | Abram Kryvosheiev       | Unione Sovietica | 1'48"1          | 1'48"25         |
| 6    | William Ernest Cunliffe | Stati Uniti      | 1'50"8          | 1'50"92         |

### Finale
| Pos.    | Atleta               | Età | Nazione           | Tempo Ufficiale | Tempo Ufficioso |
| ------- | -------------------- | --- | ----------------- | --------------- | --------------- |
| Oro     | Peter Snell          | 21  | Nuova Zelanda     | 1'46"3          | 1'46"48         |
| Argento | Roger Moens          | 30  | Belgio            | 1'46"5          | 1'46"55         |
| Bronzo  | George Kerr          | 22  | Indie Occidentali | 1'47"1          | 1'47"25         |
| 4       | Paul Schmidt         | 29  | Germania          | 1'47"6          | 1'47"82         |
| 5       | Christian Wägli      | 25  | Svizzera          | 1'48"1          | 1'48"19         |
| 6       | Manfred Matuschewski | 20  | Germania          | 1'52"0          | 1'52"21         |